# Liste des évêques et archevêques de Santiago du Chili

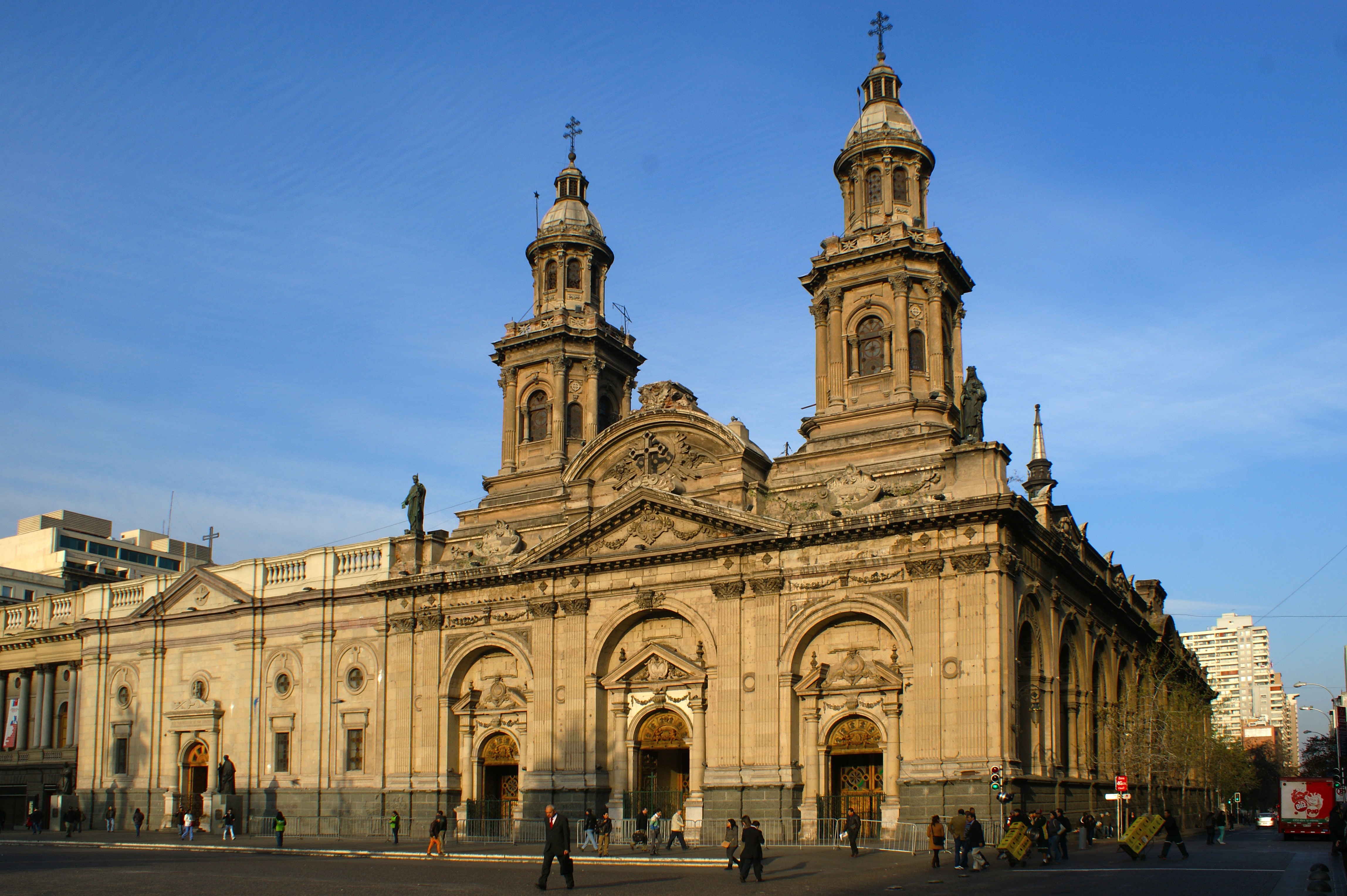
La cathédrale de Santiago du Chili.

Cette liste recense les évêques qui se sont succédé sur le siège de Santiago du Chili depuis sa création le 27 juin 1561. La liste se poursuit avec les archevêques à partir du 21 mai 1840 lorsque le diocèse est élevé au rang d'archidiocèse métropolitain et prend le nom d'archidiocèse de Santiago du Chili.

## Évêques
- Rodrigo González de Marmolejo (27 juin 1561 - septembre 1564)
  - Sede vacante (1564-1566)
- Fernando de Barrionuevo, O.F.M (15 novembre 1566 - 26 juillet 1571)
  - Sede vacante (1571-1574)
- Diego de Medellín, O.F.M (18 juin 1574 - novembre 1592)
  - Sede vacante (1592-1596)
- Pedro de Azuaga, O.F.M.Obs (29 janvier 1596 - novembre 1597)
  - Sede vacante (1597-1600)
- Juan Pérez de Espinosa, O.F.M.Obs (12 mai 1600 - 22 juin 1622)
- Francisco González de Salcedo Castro (11 juillet 1622 - 10 août 1634)
  - Sede vacante (1634-1637)
- Gaspar de Villarroel, O.S.A (20 avril 1637 - 11 décembre 1651), nommé évêque d'Arequipa
- Diego de Zambrana de Villalobos (17 mars 1653 - 13 novembre 1653)
  - Sede vacante (1653-1660)
- Diego de Humanzoro, O.F.M.Obs (26 janvier 1660 - 29 mai 1676)
- Bernardo de Carrasco y Saavedra, O.P (14 mars 1678 - 19 juillet 1694), nommé évêque de La Paz
- Francisco de la Puebla González (8 novembre 1694 - 20 janvier 1704)
- Luis Francisco Romero (26 janvier 1705 - 12 juillet 1717), nommé évêque de Quito
- Alejo Fernando de Rojas y Acevedo (10 janvier 1718 - 30 août 1723), nommé évêque de La Paz
- Alonso del Pozo y Silva (22 novembre 1723 - 24 juillet 1730), nommé archevêque de La Plata o Charcas
- José Manuel de Sarricolea y Olea (24 juillet 1730 - 5 mai 1734), nommé évêque de Cuzco
- Juan Bravo del Rivero y Correa (9 juillet 1734 - 28 janvier 1743), nommé évêque d'Arequipa
- Juan González Melgarejo (28 janvier 1743 - 26 novembre 1753), nommé évêque d'Arequipa
- Manuel de Alday y Axpée (26 novembre 1753 - 19 février 1788)
- Blas Sobrino y Minayo (15 décembre 1788 - 12 septembre 1794), nommé évêque de Trujillo
- Francisco José Marán (12 septembre 1794 - 10 février 1807)
  - Sede vacante (1807-1815)
- José Santiago Rodríguez Zorrilla (15 mars 1815 - 5 avril 1832)
- Manuel Vicuña Larraín (2 juillet 1832 - 21 mai 1840), devient le 1er archevêque de Santiago du Chili

## Archevêques
- Manuel Vicuña Larraín (21 mai 1840 - 3 mai 1843)
  - Sede vacante (1843-1847)
- Rafael Valentín Valdivieso y Zañartu (4 octobre 1847 - 8 juin 1878)
  - Sede vacante (1878-1886)
- Mariano Jaime Casanova y Casanova (3 décembre 1886 - 16 mai 1908)
- Juan Ignacio González Eyzaguirre (8 août 1908 - 9 juin 1918)
- Crescente Errázuriz, O.P (30 décembre 1918 - 5 juin 1931)
- José Horacio Campillo Infante (11 août 1931 - 29 juillet 1939)
- José María Caro Rodríguez (28 août 1939 - 4 décembre 1958)
- Raúl Silva Henríquez, S.D.B (14 mai 1961 - 3 mai 1983)
- Juan Francisco Fresno Larraín (3 mai 1983 - 30 mars 1990)
- Carlos Oviedo Cavada, O. de M (30 mars 1990 - 16 février 1998)
- Francisco Javier Errázuriz Ossa, I.Sc (24 avril 1998 - 15 décembre 2010)
- Ricardo Ezzati Andrello, S.D.B (15 décembre 2010 - 23 mars 2019)
- Celestino Aós Braco, O.F.M. Cap (27 décembre 2019 - 25 octobre 2023)
- Fernando Chomalí, depuis le 25 octobre 2023

## Source
- (en) « Archdiocese of Santiago de Chile : Past and Present Ordinaries », sur catholic-hierarchy.org (consulté le 16 août 2023)